# Karim Onisiwo
Karim Onisiwo (sinh ngày 17 tháng 3 năm 1992) là một cầu thủ bóng đá chuyên nghiệp người Áo thi đấu ở vị trí tiền đạo hoặc tiền vệ cánh cho câu lạc bộ  Mainz 05 tại Bundesliga và đội tuyển quốc gia Áo.